# Жиче (Словенське Коніце)
Жиче (словен. Žiče) — поселення в общині Словенське Коніце, Савинський регіон, Словенія. Висота над рівнем моря: 279,5 м.